# Parti socialiste démocratique (Argentine)
Pour les articles homonymes, voir Parti socialiste démocratique.
Le Parti socialiste démocratique (Partido Socialista Democrático) était un parti politique argentin créé d'une scission du Parti socialiste en 1959, alors qu'Arturo Frondizi était au pouvoir. Il était formé des groupes les plus centristes et anti-péronistes, soutenant les militaires, tendance dirigée par Américo Ghioldi, tandis que la gauche du PS, plus proche du péronisme, forma le Parti socialiste argentin (PSA). En 2002, il fusionne avec le Parti socialiste populaire, héritier du PSA, unifiant ainsi à nouveau le PS.
Les dirigeants importants du parti incluaient Américo Ghioldi, membre de la Junte consultative nationale de la dictature de 1955 à 1957 et député élu à l'Assemblée constituante convoquée par les militaires ; le député Nicolás Repetto ; Teodoro Bronzini (es), nommé à plusieurs reprises intendant de Mar del Plata; Norberto La Porta (es), secrétaire du gouvernement dans la ville de Buenos Aires ; Alfredo Bravo (es), député et syndicaliste, militant des droits de l'homme, et qui se présenta en tant que candidat à la présidence lors de l'élection de 2003.